# Piton des Calumets
Pour les articles homonymes, voir Piton (homonymie).
Le piton des Calumets est un sommet de montagne de l'île de La Réunion, un département d'outre-mer français dans l'océan Indien. Situé au cœur du cirque naturel de Mafate, une caldeira du massif du Piton des Neiges, il culmine à 1 616 mètres d'altitude aux confins de la commune de La Possession.